# جوليان أوغيلفي طومسون
جوليان أوغيلفي طومسون (بالإنجليزية: Julian Ogilvie Thompson)‏ هو شخصية أعمال جنوب إفريقي، ولد في 1934 في كيب تاون في جنوب إفريقيا.